# إدوارد إم. بورغس
إدوارد إم. بورغس (بالإنجليزية: Edward M. Burgess) هو كيميائي أمريكي، ولد في 1934 في برمنغهام في الولايات المتحدة، وتوفي في 2018 في جاكسونفيل في الولايات المتحدة.